# Loredana Rossi
Loredana Rossi (Imperia, 17 luglio 1967) è un'ex triplista italiana.

## Biografia
Inizia la sua carriera da lunghista e a Torino, nel 1986, a soli 19 anni, centra il podio alla sua seconda partecipazione ai campionati italiani assoluti, vincendo la medaglia di bronzo con 6,23 m. In quegli anni, vestendo la maglia della U.S. Maurina Imperia, sua società di origine, scrive i record liguri del salto in lungo per le categorie juniores, promesse e assoluti. La sua misura di 6,25 m è ancora oggi record U20 e U23 ed è stata record ligure dal 1986 al 2010, ben 24 anni. Negli anni successivi il passaggio alla Snia di Milano e alla sua vera specialità, il salto triplo. Dal 1990, con la vittoria della medaglia di argento ai campionati italiani assoluti, inizia la sua carriera da triplista, da subito ai vertici nazionali. Nel 1992, dopo aver vinto il titolo di campionessa italiana assoluta del salto triplo indoor, prende parte ai campionati europei indoor di Genova, dove, con 13,45 m, si classifica settima nella finale del salto triplo vinta da Inesa Inesa Kravec' con 14,15 m. Nel 1993 si ripete e si aggiudica per la seconda volta la medaglia d'oro di campionessa italiana indoor del salto triplo. Sempre nel 1993, allo Stadio Olimpico di Roma, si classifica settima nella finale A del salto triplo della Coppa Europa saltando nuovamente sopra i tredici metri. Nel 1996 torna sul podio vincendo il bronzo ai campionati italiani assoluti allo Stadio Dall'Ara di Bologna e l'anno successivo all'Arena di Milano, sfiora il podio finendo solo in quarta posizione.

## Progressione

### Salto triplo
| Stagione | Misura  | Luogo    | Data      | Rank. Mond. |
| -------- | ------- | -------- | --------- | ----------- |
| 2000     | 12,19 m | Pescara  | 22-7-2000 |             |
| 1999     | 12,88 m | Pescara  | 4-7-1999  |             |
| 1998     | 12,80 m | Genova   | 4-6-1998  |             |
| 1997     | 13,28 m | Milano   | 6-7-1997  |             |
| 1996     | 13,32 m | Siracusa | 11-5-1996 |             |
| 1993     | 13,46 m | Cesena   | 9-6-1993  |             |
| 1992     | 13,45 m | Genova   | 29-2-1992 | 19ª         |

## Palmarès
| Anno | Manifestazione | Sede   | Evento       | Risultato | Prestazione | Note |
| ---- | -------------- | ------ | ------------ | --------- | ----------- | ---- |
| 1992 | Europei indoor | Genova | Salto triplo | 7ª        | 13,45 m     |      |

## Campionati nazionali
- 2 volte campionessa italiana assoluta del salto triplo indoor (1992, 1993)

1986
- Bronzo ai campionati italiani assoluti, salto in lungo - 6,23 m

1990
- Argento ai campionati italiani assoluti, salto triplo

1991
- Bronzo ai campionati italiani assoluti, salto triplo

1992
- Oro ai campionati italiani assoluti indoor, salto triplo - 13,18 m

1993
- Oro ai campionati italiani assoluti indoor, salto triplo - 13,21 m

1996
- Bronzo ai campionati italiani assoluti, salto triplo - 13,27 m

1997
- 4ª ai campionati italiani assoluti, salto triplo - 13,28 m

1998
- 9ª ai campionati italiani assoluti, salto triplo - 12,33 m

1999
- 5ª ai campionati italiani assoluti, salto triplo - 12,88 m

## Altre competizioni internazionali
1989
- 8ª al Golden Gala ( Pescara), salto in lungo - 5,84 m

1993
- 7ª in Coppa Europa ( Roma), salto triplo - 13,18 m
- 10ª al Golden Gala ( Roma), salto triplo - 12,93 m
- 2ª al triangolare salti ITA-GBR-UNG ( Portsmouth), salto triplo - 13,37 m